# Susanna Fritscher

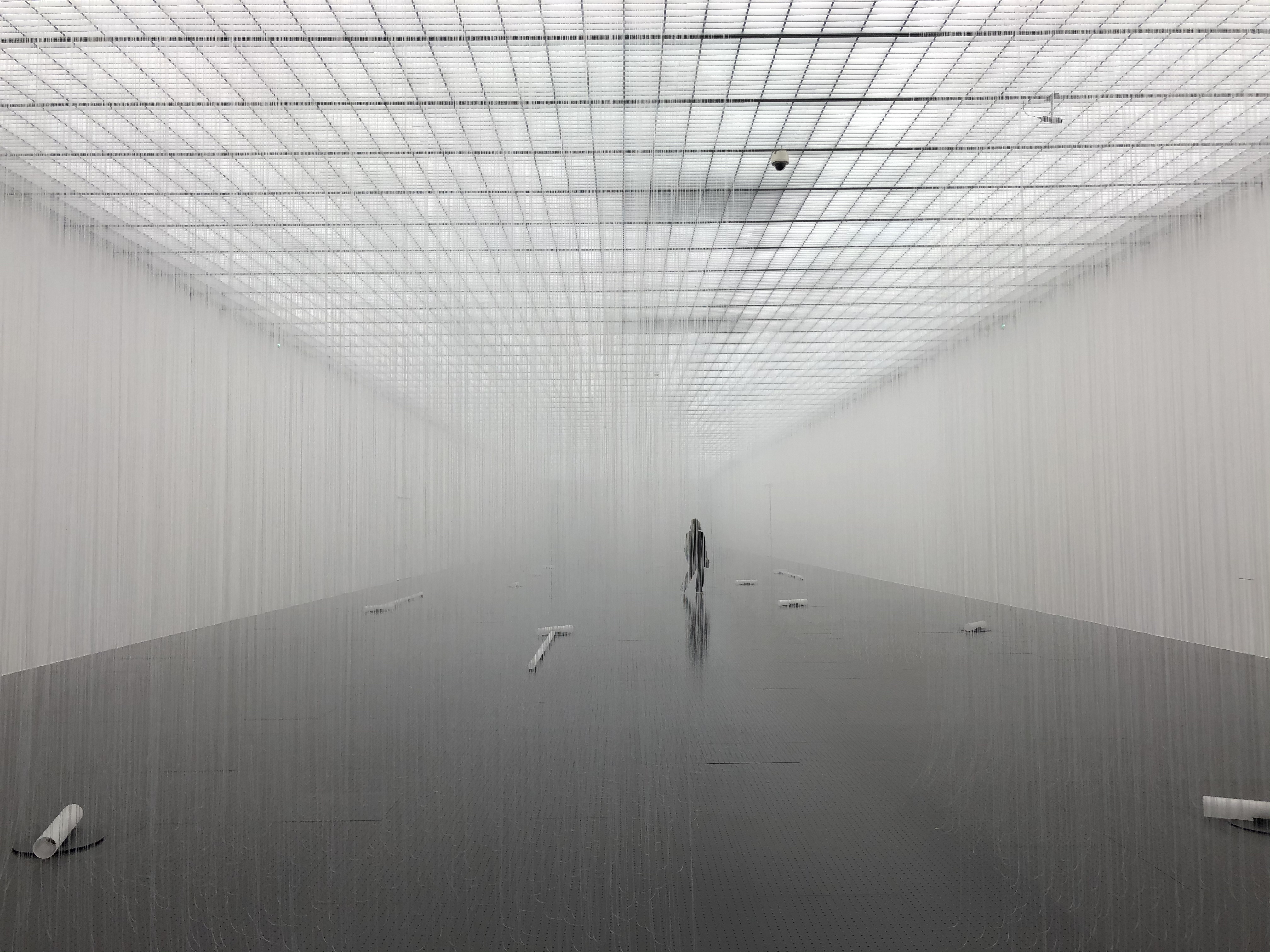
Susanna Fritscher in einer ihrer Installationen (2020)

Susanna Fritscher (* 1960 in Wien) ist eine österreichische Malerin und Installationskünstlerin, die in Frankreich lebt und arbeitet.

## Leben
Susanna Fritscher begann ein Studium der Kunstgeschichte und der Angewandten Keramik in Wien, das sie jedoch nach einem Jahr abbrach, unter anderem aufgrund des von ihr als einengend empfundenen Meisterklassen-Prinzips. 1983 zog sie nach Frankreich und setzte ihre Studien an der Kunsthochschule in Bourges fort. Seit ca. 1996 unterhält sie ein Atelier in dem Pariser Vorort Montreuil.
Fritscher stellt ihre Werke seit den 1990er Jahren regelmäßig aus. Sie nahm unter anderem 2017 an der 14. Biennale d’art contemporain de Lyon teil. Kunstkritiker J. Emil Sennewald bezeichnete ihren Beitrag, eine raumgreifende Äolsharfe, als eines der Highlights der Biennale. In Einzelausstellungen wurden Fritschers Installationen unter anderem vom Musée des Beaux-Arts de Nantes (2017), Centre Pompidou-Metz (2020) und Kunsthistorischen Museum Wien (2021) präsentiert.

## Werk

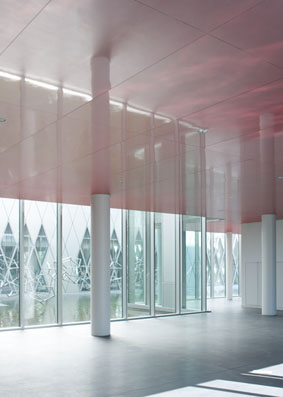
Deckengestaltung in den Archives nationales in Pierrefitte-sur-Seine

Von 1980 bis 1988 schuf Susanna Fritscher zunächst Installationen in der Landschaft, bis sie Anfang der 1990er Jahre in den Innenraum und zur Malerei wechselte. Dabei setzt sie bevorzugt die Farbe Weiß und deren Nuancen ein. Als Trägermaterial kommen unter anderem Plexiglas, Acrylglas oder Folie zum Einsatz. Ihre großflächigen Malereien („flottants“) stehen im Dialog mit der Architektur. Ihre Installationen beeinflussen, wie der Besucher den Raum wahrnimmt. Sie sind gleichzeitig raumgreifend und minimalistisch, häufig spielen Licht und Bewegung eine bedeutende Rolle. Bei einigen ihrer Arbeiten versieht sie Wände, Böden und Decken der Räume mit spiegelnden oder durchsichtigen Beschichtungen und Verkleidungen. Ein wiederkehrendes Element ihrer jüngeren Projekte sind leichte Materialien (z. B. lange, von der Decke hängende Silikonfäden), die das Licht reflektieren und sich im Luftstrom bewegen. Um 2010 begann Fritscher, Klänge in ihre Installationen zu integrieren. Auch einige großflächige Videoprojektionen gehören seit dieser Zeit zu ihrem Gesamtwerk.
Werke (Auswahl)
- Gestaltung der Glaswände der Passierbrücken und Lichthöfe der Terminals am Flughafen Wien-Schwechat in Weiß und Schwarz, 2006–2012, Architekten Baumschlager Eberle
- rotspiegelnde Deckengestaltung in Eingangshalle und Foyer der Archives nationales in Pierrefitte-sur-Seine, 2008–2012, Architekt Massimiliano Fuksas
- Flügel klingen, Soundinstallation (Äolsharfe), 9 weiß angemalte PVC-Röhren (Länge 3,1 m, Durchmesser 7,5 cm), Rotationsmotor, 2017 Biennale d’art contemporain de Lyon
- Für die Luft (Rien que de l'air), Installation, 14,90 × 10,33 m, Höhe 6,27 m, Silikonfäden (1,1 × 0,75 mm) und Stahl, 2017/2019, Sammlung Centre Pompidou[6]

## Ausstellungen (Auswahl)

### Einzelausstellungen
- 2011: Überschattung – 15 Minuten Susanna Fritscher, 15 Minuten Ruedi Baur, aut. architektur und tirol, Innsbruck[5]
- 2013: Blanc de titre, Palais de Tokyo, Paris
- 2014: Promenade blanche / Weisse Reise, Frac Franche-Comté, Besançon
- 2017: De l’air, de la lumière et du temps / Nur mit Luft mit Licht und mit Zeit, Musée des Beaux-Arts de Nantes[7]
- 2019: Für die Luft (Rien que de l'air), Louvre Abu Dhabi
- 2020: Susanna Fritscher. Frémissements (Flirren), Centre Pompidou-Metz[8]
- 2021: Susanna Fritscher, Theseustempel, Kunsthistorisches Museum Wien[2]
- 2022: Susanna Fritscher. fragilités, Galerie Rudolfinum, Prag[9]

### Ausstellungsbeteiligungen
- 2012: Si j'avais un marteau, Musée des Beaux-Arts de Nantes
- 2014: Formes Simples, Centre Pompidou-Metz
- 2015: Simple formes: contemplating beauty, Mori-Kunstmuseum, Tokio
- 2017: 14. Biennale d’art contemporain de Lyon